# テラモリ
『テラモリ』はikoによる日本の漫画。本項目ではスピンオフ作品『テラモリ アンコール』についても記載する。

## 概要
作者のikoが自身で立ち上げたホームページに『テラモリ』を連載していた。当初はハウツーマンガとして発表しており、登場人物も高宮と平尾の2名しかいなかった。同人誌即売会「コミティア」にて同作を頒布後にキャラクターを増やし、内容もギャグへ変更した。その後、2014年に「第1回次にくるマンガ大賞」本にして欲しいWebマンガ部門 ノミネート作品に選ばれる。ネットで話題になったことがきっかけで、ウェブコミック配信サイト『マンガワン』（小学館）では2015年4月23日、『裏サンデー』（同）では同年4月30日から2018年8月19日まで連載された。全63話。
2017年、「WEBマンガ総選挙」一般部門9位にランクインする。
本編の数年後を描いたスピンオフ作品『テラモリ アンコール』を2020年7月31日からウェブコミック配信サイト『JOUR Sister』Vol.64（双葉社）より連載。
作中のエピソードは、かつてスーツ会社に勤務していた作者の体験談に基づいている。メディアミックス展開として、2017年にキャラクターイメージソングCDが発売された。

## 主な登場人物
登場人物の名前は福岡県の駅名からつけられている。
高宮 陽（たかみや よう）
今作の主人公。8月7日生まれ、身長153cm、日京女子大学2年生。テーラー森中央店（以下、中央店）で新米アルバイトとして働いている。コミュ障で当初は接客を苦手としていたが、接客の楽しさに目覚めて克服する。小学生の時、喘息で入院時に兄がゲームを持ってきてくれたことがきっかけでゲーム好きが高じてオタクになる。柳川とはモケハン仲間。
平尾 宗隆（ひらお むねたか）
1月8日生まれ、身長179cm、27歳。かつてテーラー森南店（以下、南店）に勤務していたが、中央店に移動し過去最短となる3年目で副店長へ昇級、後に店長へ昇格。春日原とは同期。売上に厳しく性格はドS、バイトにも社員のように厳しく指導することも。高宮に想いを寄せており、後に交際する。
徳益 寛次郎（とくます かんじろう）
4月11日生まれ、身長170cm、37歳。中央店店長だが、本店も兼任している。バツイチだったが、後に春日原と結婚する。
柳川 慎太郎（やなぎかわ しんたろう）
1月15日生まれ、身長168cm、和稲田大学三年生。中央店でアルバイトとして働いており、三年目を迎える。朝倉とは同期。春日原に片思いしていたが、思いを告げることなく失恋する。高宮とはモケハン仲間。
春日原 花（かすがばる はな）
6月10日生まれ、身長163cm、27歳。入社以来中央店に所属しており、唯一の女性正社員で平尾と同期。スタイルが良い。後に、徳益と結婚する。
朝倉 戒道（あさくら かいどう）
10月29日生まれ、身長185cm、27歳。中央店でアルバイトとして入社し、1話時点では契約社員に昇格しており、正社員への昇格を目指している。柳川とは同期。元アメリカンフットボール選手で体格が良く、首がかなり太い。遠距離恋愛の彼女がいたがすれ違いの末、後に破局する。
薬院 薫（やくいん かおる）
12月24日生まれ、身長177cm、24歳。かつてテーラー森北店（以下、北店）、南店に在籍しており現在は中央店所属。南店にパワハラに合い、メンタルがやられていた。普段かけている眼鏡はかつての顧客からのプレゼントである。
大橋 穣（おおはし ゆたか）
10月4日生まれ、身長173cm、27歳。本社店舗開発部所属（VMD担当）だが、応援販売としてよく中央店に派遣される。平尾の同期。母親がイタリア人のハーフだが、育ちは日本。女性好き。全店舗の中で一番チャラいと春日原に評されている。

## 書誌情報
- iko 『テラモリ』 小学館〈裏少年サンデーコミックス〉、全10巻
  1. 2015年9月11日発売、ISBN 978-4-09-126436-7
  2. 2015年11月12日発売、ISBN 978-4-09-126629-3
  3. 2016年4月12日発売、ISBN 978-4-09-127200-3
  4. 2016年7月12日発売、ISBN 978-4-09-127366-6
  5. 2016年11月11日発売、ISBN 978-4-09-127438-0
  6. 2017年4月12日発売、ISBN 978-4-09-127584-4
  7. 2017年8月10日発売、ISBN 978-4-09-127748-0
  8. 2017年12月12日発売、ISBN 978-4-09-128046-6
  9. 2018年5月11日発売、ISBN 978-4-09-128022-0
  10. 2018年8月9日発売、ISBN 978-4-09-128442-6
- iko 『テラモリ アンコール』 双葉社〈ジュールコミックス〉、2021年9月16日発売、ISBN 978-4-575-33858-4

## ディスコグラフィー
| 発売日        | 商品名                                                  | 歌唱       | 品番       |
| ------------- | ------------------------------------------------------- | ---------- | ---------- |
| 2017年4月12日 | 『テラモリ』キャラクターイメージソング-平尾 宗隆ver.-   | いかさん   | QWZE.17157 |
| 2017年4月26日 | 『テラモリ』キャラクターイメージソング-高宮 陽ver.-     | 松下       | QWZE.17158 |
| 2017年5月10日 | 『テラモリ』キャラクターイメージソング-柳川 慎太郎ver.- | めいちゃん | QWZE.17159 |

## コラボレーション
- スーツブランド「P.S.FA」 - 特設サイトで書き下ろしイラストとコラボレーション漫画が掲載された[10]。